# Antonov An-26
Dimensions
L'Antonov An-26 (code OTAN Curl) est un avion moyen-courrier biturbopropulseur produit par le constructeur soviétique Antonov entre 1968 et 1985.

## Conception
Créé dans les années 1960, c'est un dérivé de la famille de l'An-24. Il fut présenté pour la première fois au salon du Bourget en 1969. L'An-26 est entré en service en 1970.
Au total, 1 410 appareils sont sortis des usines Antonov de Kyïv entre 1968 et 1985, année de l'arrêt de la production. En outre, un certain nombre d'appareils ont été produits par la République populaire de Chine sous la désignation Y7H-500. L'appareil a été exporté dans 31 pays.

## Description

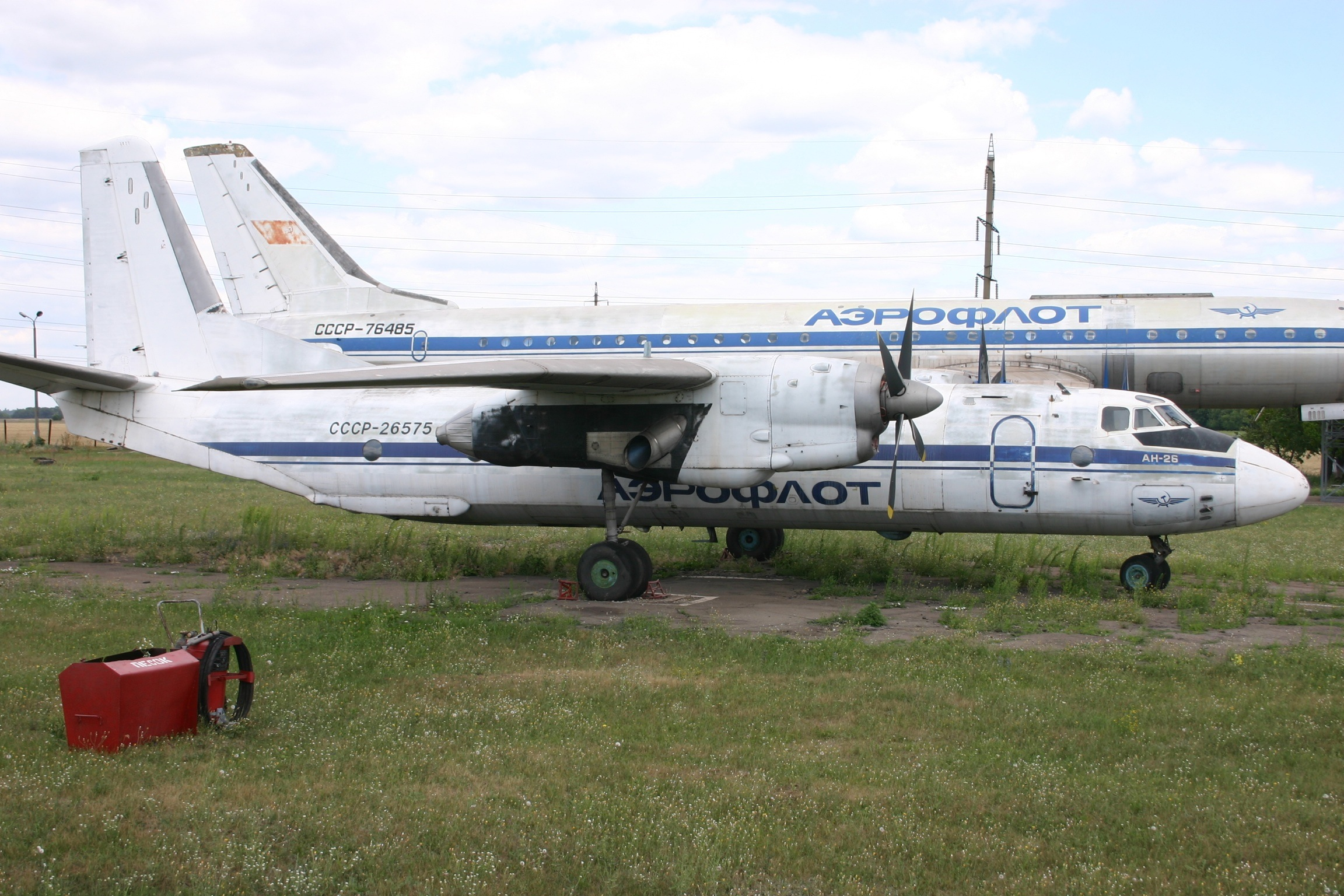
D'Aeroflot au musée KRAUSS.

Ses différences structurelles majeures avec l'An-24 se situent au niveau de la porte de la soute, la soute et le cockpit sont hermétiques et permettent l'emport de soldats jusqu'à 6 000 mètres sans équipement respiratoire. L'avionique est améliorée avec l'adoption d'un nouveau système de navigation et d'un radar Svod. De plus, au niveau de sa motorisation, l'An-26 est équipé d'un réacteur auxiliaire (APU) Toumanski RU-19A-300 d'une poussée de 7,85 kN (800 kg) placé dans la nacelle du turbopropulseur droit.

## Engagements
Les An-26 soviétiques participèrent à des conflits dont la guerre civile angolaise et la guerre d'Afghanistan, où ils servirent au transport de matériel, de blessés (An-26M) et participèrent aux bombardements en emportant jusqu'à 4 bombes de 500 kg.
Largement exporté, ces appareils servent au transport de fret et de personnels dans la majorité des conflits actuels dont la crise ukrainienne en 2014.
L'An-26 a été utilisé durant l'invasion de l'Ukraine par la Russie en 2022 où plusieurs exemplaires ont été détruits par l'armée ukrainienne.

## Versions
- An-26 (code OTAN : Curl-A) : version d'origine ;
- An-26B (code OTAN : Curl-A) : version comportant des améliorations pour la manutention ;
- An-26BRL : version produite à 5 exemplaires et équipée d'aides à la navigation dans les mers polaires ;
- An-26D : version à autonomie accrue (+ 1 000-1 400 km) créée à partir de l'An-26P ;
- An-26L : version destinée à des missions de calibration ;
- An-26M : version ambulance, dotée de 24 civières ;
- An-26P : version destinée à la lutte contre les feux de forêt ;
- An-26Sh : version destinée à l'apprentissage de la navigation ;
- An-26RR : version destinée aux mesures radiologiques ;
- An-26RTR (code OTAN : Curl-B) : version de reconnaissance radio-technique SIGINT.

## Accidents et incidents mortels
Entre 1969 et avril 2017, environ 1 300 personnes sont mortes dans 130 accidents de An-26[réf. souhaitée].
| Date               | Lieu                             | Type       | Numéro de série Immatriculation | Opérateur                                                        | Cause | Victimes              |
| ------------------ | -------------------------------- | ---------- | ------------------------------- | ---------------------------------------------------------------- | --- | --------------------- |
| 16 mai 1972        | Svetlogorsk                      | An-26      | ?                               | Marine soviétique                                                | Problème d'altimètre, mauvais temps. | 8/8 + 25 au sol       |
| 14 juillet 1977    | Cuangar                          | An-26      | ? (T-20)                        | Force aérienne nationale angolaise                               | Abattu par l'UNITA | 30/30                 |
| 9 décembre 1978    | Cherskiy                         | An-26      | 2810 (CCCP-26547)               | Aeroflot                                                         | Perte de contrôle, fret mal arrimé. | 7/7                   |
| 26 mars 1979       | Baykit                           | An-26      | 3809 (CCCP-26569)               | Aeroflot                                                         | Sortie de piste. | 4/12                  |
| 12 décembre 1980   | Frontière avec la Namibie        | An-26      | ?                               | Armée de l'air soviétique                                        | Abattu par l'UNITA | 5/?                   |
| 23 décembre 1981   | Eniseysk                         | An-26      | 6701 (CCCP-26505)               | Aeroflot                                                         | ? | 2/?                   |
| 14 janvier 1982    | Addis-Abeba                      | An-26      | ?                               | Force aérienne éthiopienne                                       | ? | 73/73                 |
| 11 février 1982    | Sa Keao                          | An-26      | ? (26264)                       | Force aérienne populaire vietnamienne                            | Forcé d'atterrir par deux Northrop F-5 Freedom Fighter thaïlandais | 1/13                  |
| 29 novembre 1982   | Monte Bibala                     | An-26      | ? (D2-TAB)                      | TAAG                                                             | Percute la montagne. | 15/15                 |
| 23 décembre 1982   | Rostov-sur-le-Don                | An-26      | 77305208 (CCCP-26627)           | Aeroflot                                                         | Surcharge. | 16/16                 |
| 3 juillet 1984     | Antococha                        | An-26      | 5601 (FAP-377)                  | Force aérienne du Pérou                                          | ? | 5/5                   |
| 22 janvier 1985    | Dzhabal’-Ussaradzh               | An-26RT    | ? (05)                          | Armée de l'air soviétique                                        | Dépasse la vitesse maximale supportable. | 8/8                   |
| 3 mai 1985         | Zolotchiv                        | An-26      | 9506 (101 Red)                  | Armée de l'air soviétique                                        | Percute un Tupolev Tu-134 (CCCP-65856). | 15/15 + 79            |
| 4 septembre 1985   | vers Kandahar                    | An-26      | 14106 (YA-BAM)                  | Bakhtar Afghan Airlines                                          | Abattu par un missile sol-air | 52/52                 |
| 26 décembre 1985   | vers Kaboul                      | An-26RT    | ? (22)                          | Armée de l'air soviétique                                        | Touché par 2 missiles, descente incontrôlée. | 1/6                   |
| 30 mars 1986       | Pemba                            | An-26      | ? (042)                         | Forces armées du Mozambique                                      | Problèmes techniques. | 44/49                 |
| 6 décembre 1986    | Szentkirályszabadja              | An-26      | 2210 (210)                      | Force aérienne de Hongrie                                        | Gel. | 4/5                   |
| 9 février 1987     | Khost                            | An-26      | ?                               | Force aérienne afghane                                           | Abattu par les Moujahidines | 36/36                 |
| 6 mars 1987        | vers Almaty                      | An-26      | 9901 (CCCP-26001)               | Aeroflot                                                         | Percute une montagne. | 9/9                   |
| 11 juin 1987       | Khost                            | An-26      | 14105 (YA-BAL)                  | Bakhtar Afghan Airlines                                          | Abattu par un missile. | 53/55                 |
| 18 juin 1987       | Jerache                          | An-26      | 5805 (FAP-392)                  | Force aérienne du Pérou                                          | ? | 46/46                 |
| 13 août 1987       | Afghanistan                      | An-26      | ?                               | Force aérienne afghane                                           | Abattu. | 12/12                 |
| 1er septembre 1987 | Khost                            | An-26      | ?                               | Force aérienne afghane                                           | Abattu. | 6/8                   |
| 13 septembre 1987  | Kondôz                           | An-26      | ?                               | Armée de l’air soviétique                                        | Abattu. | 15/1                  |
| 22 octobre 1987    | Jalalabad                        | An-26      | ?                               | Armée de l’air soviétique                                        | Abattu par un FIM-92 Stinger lors de son approche. | 8/8                   |
| 21 décembre 1987   | Kaboul                           | An-26      | ?                               | Armée de l’air soviétique                                        | Touché par un FIM-92 Stinger au moteur numéro 1. Tout le monde saute. Le pilote était trop bas pour ouvrir son parachute.                                                                                            | 1/6                   |
| 10 avril 1988      | Maïmana                          | An-26      | ?                               | Force aérienne afghane                                           | Abattu. | 29/29                 |
| 20 avril 1988      | Kudinovo                         | An-26RT    | ? (04)                          | Armée de l’air soviétique                                        | Exercice de touch-and-go, un des moteurs perdit en puissance, forçant l'atterrissage. | 6/6                   |
| 27 avril 1988      | Chamutete                        | An-26      | 7704 (T-237)                    | Défense aérienne des Forces armées révolutionnaires              | Tir ami. Abattu par un 9K32 Strela-2. | 29/29                 |
| 24 juin 1988       | Aéroport international de Kaboul | An-26      | ? (29)                          | Armée de l’air soviétique                                        | Abattu par les rebelles. | 5/6                   |
| 19 novembre 1988   | Parachinar                       | An-26      | ?                               | Force aérienne afghane                                           | Victime de problèmes mécaniques, il passe la frontière pakistanaise et est abattu. | 30/30                 |
| 10 décembre 1988   | Pakistan                         | An-26      | ?                               | Ariana Afghan Airlines                                           | Abattu. | 25/25                 |
| 10 mars 1989       | Cazambo                          | An-26      | ?                               | Force aérienne nationale angolaise                               | ? | 5/5                   |
| 18 juin 1989       | Zabol                            | An-26      | 14104 (YA-BAK)                  | Ariana Afghan Airlines                                           | Une porte s'ouvre pendant le vol, l'avion effectue un atterrissage forcé. | 6/39                  |
| 19 juillet 1989    | Talovrow                         | An-26      | 8805 (CCCP-26685)               | Aeroflot                                                         | Une aile percute une falaise. | 10/10                 |
| 23 juillet 1989    | Chana                            | An-26      | ?                               | Force aérienne nationale angolaise                               | Abattu par l'UNITA. | 42/48                 |
| 11 septembre 1989  | La Havane                        | An-26      | 3805 (14-22)                    | Défense aérienne des Forces armées révolutionnaires              | S'écrase dans la mer. | 7/8                   |
| 26 octobre 1989    | vers Petropavlovsk-Kamtchatski   | An-26      | ? (09)                          | Armée de l’air soviétique                                        | Controlled flight into terrain. | 37/37                 |
| 23 mars 1990       | Aéroport de Santiago de Cuba     | An-26      | 7406 (CU-T1436)                 | Cubana                                                           | Sort de la piste après l'annulation du décollage. | 4/46                  |
| 5 mai 1990         | Spafaryev                        | An-26      | ? (52 Blue)                     | Armée de l’air soviétique                                        | ? | 7/7                   |
| 22 février 1991    | Cazombo                          | An-26      | ?                               | Force aérienne nationale angolaise                               | Abattu par un missile sol-air. | 47/47                 |
| 15 août 1991       | Petrel                           | An-26      | ? (51)                          | Armée de l’air soviétique                                        | Erreur d'aiguillage. | 9/9                   |
| 26 septembre 1991  | Kiev                             | An-26      | ?                               | Armée de l’air soviétique                                        | Panne de carburant. | 1/9                   |
| 23 avril 1993      | Zavkhan                          | An-26      | 14102 (MNAU-14102)              | Mongolian Airlines                                               | Percute une montagne. | 32/32                 |
| 17 juin 1993       | vers Tbilissi                    | An-26B     | 10604 (26035)                   | Tajikistan Airlines                                              | Turbulences. | 33/33                 |
| 26 décembre 1993   | Gyumri                           | An-26B     | 12903 (RA-26141)                | Kuban Airlines                                                   | Surcharge. | 35/36                 |
| 1993               | Cuamba                           | An-26      | ?                               | Forces armées du Mozambique                                      | Sort de la piste | 1 mort au sol         |
| 13 juillet 1994    | Lyakhovo                         | An-26      | ?                               | Armée de l'air russe                                             | Un mécanicien de l'armée de l'air russe vole l'avion pour se suicider. L'appareil fait des cercles au-dessus de la ville avant de s'écraser, faute de carburant.                                                     | 1/1                   |
| 31 juillet 1994    | Saborsko                         | An-26B     | 14202 (UR-26207)                | Organisation des Nations unies                                   | Abattu. | 7/7                   |
| 16 janvier 1995    | Angola                           | An-26      | ?                               | Force aérienne nationale angolaise                               | Abattu. | 6/?                   |
| 16 mars 1995       | Ossora                           | An-26B     | 11806 (RA-26084)                | Central Region Airlines                                          | Percute une colline. | 9/10                  |
| 31 août 1995       | Thessalonique                    | An-26      | 3303 (TZ-347)                   | Forces armées et de sécurité du Mali                             | Tentative d'atterrissage sans instrument par mauvais temps. | 6/6                   |
| 11 septembre 1995  | Jalalabad                        | An-26B     | 14305 (YA-BAO)                  | Ariana Afghan Airlines                                           | Panne de carburant. | 3/46                  |
| 24 juin 1996       | Cafunfo                          | An-26B     | 12609 (UR-26197)                | Air Nacoia                                                       | Perte de contrôle. | 4/8                   |
| 2 septembre 1998   | Malanje                          | An-26B     | 07310408 (RA-26028)             | Prestavia                                                        | Abattu. | 24/24                 |
| 21 janvier 1999    | Bluefields                       | An-26      | 14206 (152)                     | Force aérienne de l'armée du Nicaragua                           | Percute une montagne. | 28/28                 |
| 30 mars 2000       | vers Anurâdhapura                | An-26      | 13410 (UR-79170)                | Armée de l'air sri-lankaise                                      | Abattu. | 40/40                 |
| 12 août 2000       | vers Kahemba                     | An-26B     | 6004 (9Q-CJI)                   | STAER Airlines                                                   | ? | 27/27                 |
| 31 octobre 2000    | Mona Quimbundo                   | An-26      | ? (D2-FDI)                      | Ancargo Air                                                      | Abattu. | 49/49                 |
| 4 avril 2001       | Adar Yel                         | An-26      | ?                               | Force aérienne soudanaise                                        | Atterrissage pendant une tempête de sable. | 14/30                 |
| 21 février 2002    | Katunino                         | An-26      | ? (07 Red)                      | Flotte maritime militaire de Russie                              | Percute des arbres lors de son approche. | 17/20                 |
| 17 janvier 2003    | Ndjolé                           | An-26B     | 89901508 (ER-AFT)               | Aerocom                                                          | Panne des instruments de navigation. | 7/7                   |
| 29 novembre 2003   | Boende                           | An-26      | ? (9T-TAD)                      | Force aérienne du Congo                                          | Crevaison lors du décollage, sort de la piste et termine sa course dans un marché. | 20/24 + 13            |
| 5 mai 2005         | vers Kisangani                   | An-26B     | 17311107 (EK-26060)             | Kisangani Airlift                                                | Percute des arbres lors de son approche. | 10/11                 |
| 9 mai 2005         | vers Mukalla                     | An-26      | ?                               | Forces armées yéménites                                          | Atterrissage forcé sur une route. | 1/49                  |
| 5 septembre 2005   | Isiro                            | An-26B     | 9005 (ER-AZT)                   | Galaxy Incorporation                                             | Percute des arbres lors d'un atterrissage par brouillard. | 11/11                 |
| 9 septembre 2005   | Mobili                           | An-26B     | 12901 (9Q-CFD)                  | Air Kasaï                                                        | ? | 13/13                 |
| 11 février 2006    | Aweil                            | An-26      | ? (7799)                        | Force aérienne soudanaise                                        | Perte de contrôle lors de l'atterrissage. | 20/20                 |
| 9 janvier 2007     | Balad                            | An-26B-100 | 11308 (ER-26068)                | Aeriantur                                                        | ? | 34/35                 |
| 4 octobre 2007     | Kinshasa                         | An-26      | 8807 (9Q-COS)                   | Malift Air                                                       | Perte d'une hélice. | 21/22 + 28            |
| 8 avril 2008       | Hanoï                            | An-26      | ? (265)                         | Force aérienne populaire vietnamienne                            | ? | 5/5                   |
| 26 mai 2009        | Isiro                            | An-26      | 5005 (9Q-CSA)                   | Services Air                                                     | ? | 3/4                   |
| 25 octobre 2011    | Al-Anad                          | An-26      | ?                               | Forces armées yéménites                                          | ? | 4/15                  |
| 19 août 2012       | Talodi                           | An-26-100  | 2606 (ST-ARL)                   | Alfa Airlines                                                    | S'écrase sur une montagne à cause d'une tempête de sable. Il y a notamment parmi les victimes Ghazi al-Sadiq (chef du ministère de l'orientation et des dotations) et Issa Deif Allah (ministre de l'environnement). | 32/32                 |
| 21 novembre 2012   | Sanaa                            | An-26      | ? (420)                         | Forces armées yéménites                                          | ? | 10/10                 |
| 17 décembre 2012   | Tomas                            | An-26-100  | 6606 (OB-1887-P)                | Amazon Sky                                                       | ? | 4/4                   |
| 21 février 2014    | Grombalia                        | An-26      | 11809 (5A-DOW)                  | Libyan Air Cargo                                                 | Problèmes de moteur. | 11/11                 |
| 14 juillet 2014    | Izvaryne                         | An-26      | 9710 (19 Blue)                  | Force aérienne ukrainienne                                       | Abattu. | 2/8                   |
| 28 décembre 2014   | vers Uvira                       | An-26      | 8608 (4L-AFS)                   | Air Sirin                                                        | Percute une montagne. | 6/6                   |
| 18 janvier 2015    | Abu adh Dhuhur Air Base          | An-26      | 3008 (YK-AND)                   | Armée de l'air syrienne                                          | S'écrase lors de son approche à cause du brouillard. (voir Accident d'un Antonov An-26 de l'armée de l'air syrienne)                                                                                                 | 30/30                 |
| 9 mars 2016        | Cox's Bazar                      | An-26B     | 13408 (S2-AGZ)                  | True Aviation                                                    | Panne moteur. | 3/4                   |
| 30 avril 2016      | El Obeid                         | An-26      | ?                               | Force aérienne soudanaise                                        | ? | 5/5                   |
| 29 avril 2017      | Drapeau de Cuba                  | An-26      |                                 | Forces aériennes Cubaines                                        | Percute une montagne. | 8/8                   |
| 14 octobre 2017    | Abidjan, Côte-d'Ivoire           | An-26-100  | ER-AVB                          | Valan International Cargo Charter, affrété par l’armée française | s'abîme en mer au large d'Abidjan. | 10/10 dont 6 blessés. |
| 6 mars 2018        | Base aérienne de Hmeimim         | An-26      |                                 | Flotte maritime militaire de Russie                              | S'écrase à 500m de la piste à l’atterrissage[réf. souhaitée] | 32/32                 |
| 25 septembre 2020  | Tchouhouïv                       | An-26      |                                 | Force aérienne ukrainienne                                       | Écrasé à l'atterrissage | 26,                   |
| 13 mars 2021       | Almaty                           | An-26      |                                 | Kazakh National Security Committee's border service              | S'écrase en bordure de piste à l’atterrissage[réf. souhaitée] | 4/6                   |
| 6 juillet 2021     | Palana                           | An-26      | RA-26085                        | Petropavlovsk-Kamchatka Aviation                                 | S'écrase à proximité de l'aéroport de destination | 28/28                 |

## Sources
- (ru) N. Iakoubovitch, Tous les avions de O.K Antonov
- Pierre Gaillard, Avions et hélicoptères militaires d'aujourd'hui, Clichy, Éditions Larivière, coll. « DOCAVIA », 1999, 304 p. (ISBN 978-2-907051-24-8, OCLC 43504288, BNF 37045558)